# Ангелівка (Тернопільський район)

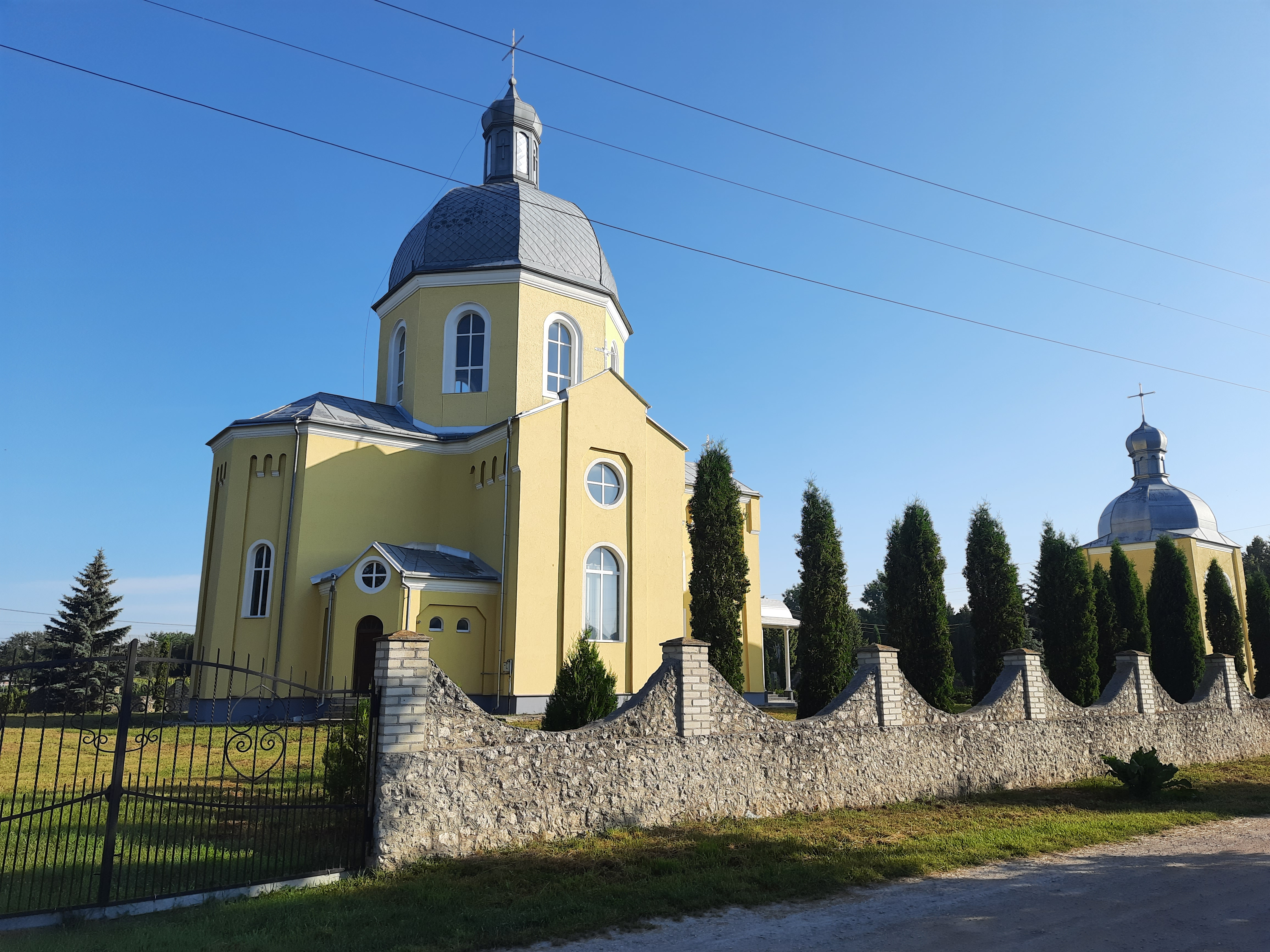
Церква Покрови Пресвятої Богородиці

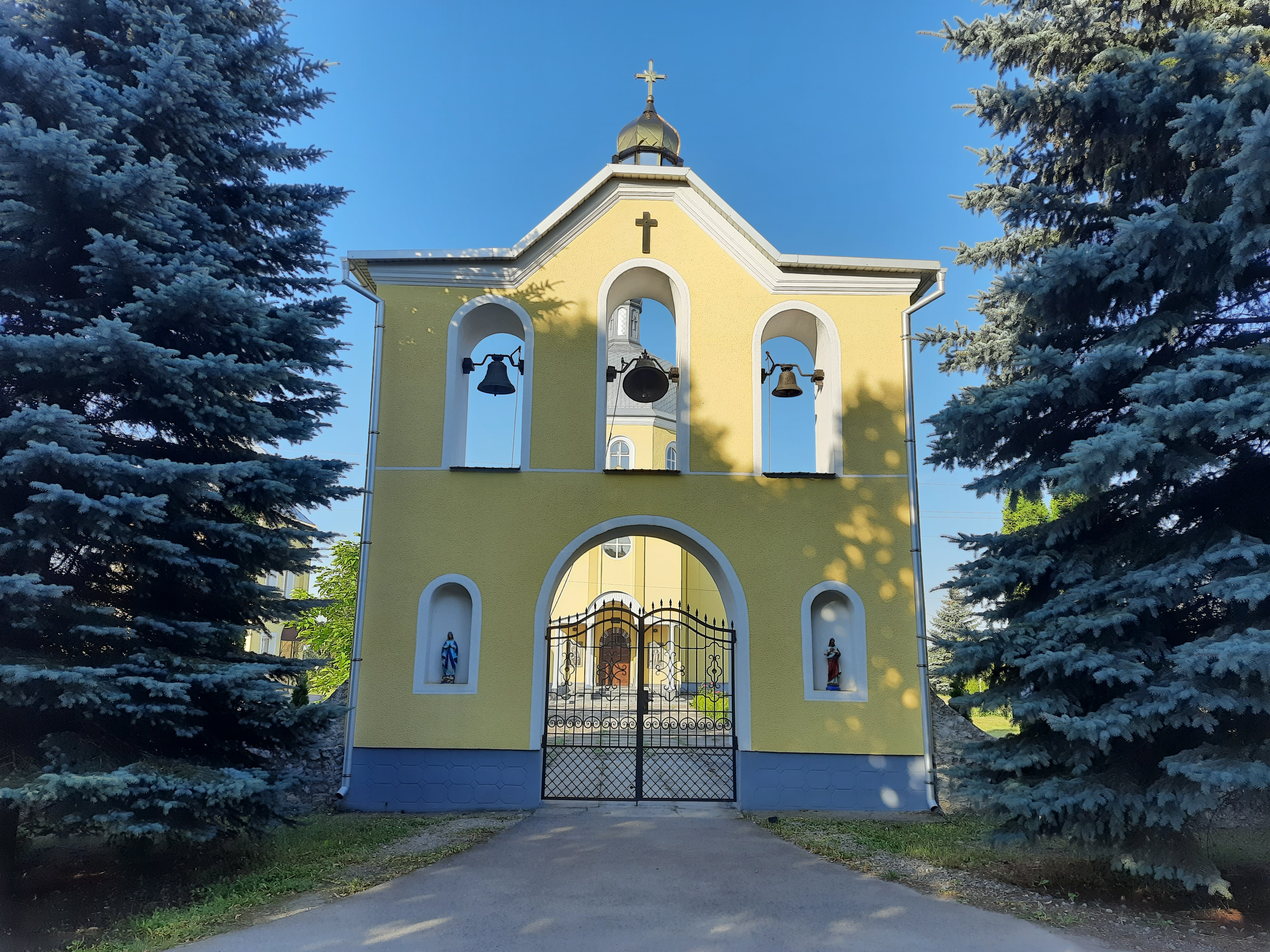
Дзвіниця церкви Покрови Пресвятої Богородиці

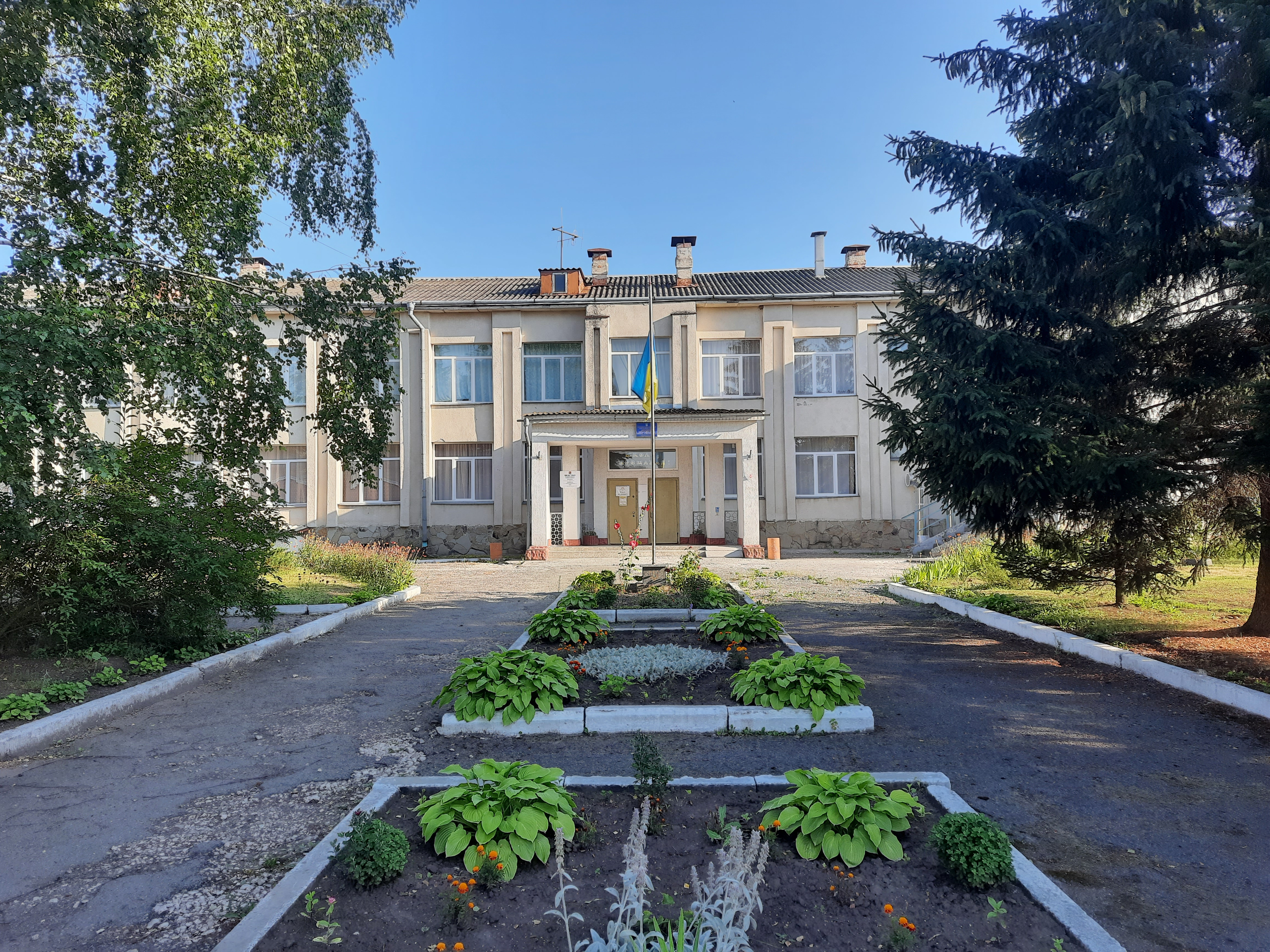
Школа

Ангелі́вка (у 1985–1991 роках Піга́рєве) — село в Україні, у Байковецькій сільській громаді Тернопільського району, Тернопільської області з січня 2020 року. До того було підпорядковане Романівській сільській раді. Розташоване на берегах річки Качава, 14 кілометрів від Тернополя.
Населення становить 590 осіб (2001). Станом на 19 жовтня 2023 року у селі проживає 791 особа. 
У 1920-их роках відоме як хутір Янелівка.

## Назва
У пізній радянський період — з 1985 по 1991 роки село було перейменоване на честь радянського військовика часів Другої світової війни Миколи Пігарєва і називалося Пігарєве. 18 березня 1991 року Президія Верховної Ради УРСР прийняла указ про повернення селу Пігарєве історичної назви — Ангелівка.

## Географія
Через село тече річка Дзюрава, права притока Теребної.
У селі є вулиці:
- Богдана Хмельницького;
- Підволочиське шосе;
- Садова;
- Сонячна;
- Нова

## Населення

### Мова
Розподіл населення за рідною мовою за даними перепису 2001 року:
| Мова       | Кількість | Відсоток |
| ---------- | --------- | -------- |
| українська | 211       | 99.06%   |
| російська  | 1         | 0.47%    |
| польська   | 1         | 0.47%    |
| Усього     | 213       | 100%     |

## Історія
Відоме з 1920 року як польський фільварок та хутір Янелівка. Назва села походить від імен Янек-Яна-Янкель, до кореня ангел стосунку немає. До 1940 року входило до гміни Великі Бірки Тернопільського повіту Тернопільського воєводства Другої Речі Посполитої.
Відтак входило до Чернелево-Руської сільської ради Великоборківського району і мало статус хутора. Після адміністративно-територіальної реформи і утворення Тернопільського району увійшло до складу Романівської сільради.
Перейменоване у 1964 році на Ангелівку за згодою мешканців. У 1985 році знову перейменоване на село Пігарєве в пам'ять про Героя Радянського Союзу М. Пігарєва, який в ніч на 21 березня 1944, поблизу села, повторив подвиг О. Матросова. У 1991 році повернуто історичну назву Ангелівка.
12 червня 2020 року, відповідно до розпорядження Кабінету Міністрів України № 724-р «Про визначення адміністративних центрів та затвердження територій територіальних громад Тернопільської області» увійшло до складу Байковецької сільської громади.
19 липня 2020 року, в результаті адміністративно-територіальної реформи та ліквідації Тернопільського району, село увійшло до складу новоутвореного Тернопільського району.

## Символіка
Рішення сесій сільської ради № 8/6/11 «Про затвердження офіційної символіки Байковецької територіальної громади, сіл Байковецької територіальної громади та Положення про зміст, опис Гербів, Прапорів Байковецької територіальної громади, сіл Байковецької територіальної громади та порядок їх використання» від 26.02.2021 [Архівовано 24 жовтня 2021 у Wayback Machine.]

### Герб
Щит розділений двома вертикальними смугами: вужчою червоною і ширшою синьою. У перетині кольорів розміщено основні елементи герба Прус III: розділену підкову, обернену догори. Її правий бік — звичайний, лівий — загострений. Над підковою золотий п'ятикутний хрест, нижній кінчик якого спрямований вліво. У синій частині герба — постать ангела.
Щит вписаний в декоративний картуш і увінчаний золотою сільською короною. Внизу картуша написи «АНГЕЛІВКА» і «1890».

### Прапор
Квадратне полотнище поділене на дві смуги. На перетині древкової вузької червоної частини і більшої синьої — елементи герба Прус III. З правого боку на синьому фоні — зображення ангела. На Прапорі повторюються кольори Герба.

### Тлумачення символіки
За основу Герба та Прапора взято основні елементи та кольори герба Прус III, до якого належали дуже багато шляхетних родин Європи, в тому числі України та Польщі, зокрема, засновник села Ангелівка Ян Давидовський. Зображення ангела означає захист і покровительство вищих сил. Від цього слова походить назва населеного пункту (герб є промовистим).

### Мова
Розподіл населення за рідною мовою за даними перепису 2001 року:
| Мова       | Відсоток |
| ---------- | -------- |
| українська | 99,15 %  |
| російська  | 0,51 %   |
| білоруська | 0,17 %   |
| молдовська | 0,17 %   |

## Освіта
Загальноосвітня школа I—III ступенів,  у 2023 році реорганізова в гімназію. Є бібліотека.

## Релігія
У селі 2 релігійні громади:
- парафія УГКЦ храму Покрови Пресвятої Богородиці, належить до Великобірківського деканату Тернопільсько-Зборівської архієпархії Тернопільсько-Зборівської митрополії;
- релігійна громада церкви повного Євангелія «Любов і зцілення».

Станом на 1 січня 2013 року в селі було 597 греко-католиків, 10 членів релігійної громади «Любов і зцілення» та 16 Свідків Єгови.

## Економіка
У Ангелівці працює ВАТ «Ангелівка» — перше в незалежній Україні підприємство з виготовлення дитячих візків (з 1998 року).
Окрім того, у селі працюють підприємства:
- ТзОВ «Весна» — займається вирощуванням зернових та технічних культур;
- кооператив «Логос» — виробництво господарсько-побутових виробів зі скла та скляного посуду;
- фермерське господарство «Марценю» — вирощування зернових культур;
- селянське фермерське господарство «Горячек» — вирощування зернових культур;
- приватне мале підприємство «КУНД» — надає посередницькі послуги при купівлі-продажі товарів народного споживання;
- ТОВ «Мак» — займається виробництвом стінових блоків;
- ТОВ «Фрегат»;
- кооператив «Ремонтник» — займається ремонтом і будівництвом житла;
- ТОВ фірма «Князь Мономах»;
- приватне мале підприємство «Газ-сервіс» — виробництво промислових газів;
- обслуговуюючий кооператив «Будівничий» — монтаж та встановлення збірних конструкцій;
- ТОВ «Воскресіння» — виробництво промислових газів.
- ВАТ «Ангелівка»

### Транспорт
Обслуговується зупинкою «Ангелівка», де ходять електрички «Зборів-Волочиськ» та «Тернопіль-Підволочиськ». З однією пересадкою можна дістатися Львова, Чорткова, або Хмельницького.

## Пам'ятки
Є Церква Покрови Пресвятої Борогодиці 1992 року.
Встановлено пам'ятники:
- хрест на пам'ять про Голодомор в Україні 1932—1933 рр. (1996)

## Постаті
- Озіренський Іван Богданович (1977—2022) — солдат Збройних сил України, учасник російсько-української війни. Почесний громадянин міста Тернополя (посмертно).
- Муляр Руслан Станіславович — український військовик, учасник російсько-української війни, полковник Служби безпеки України, командир групи відділу Центру спеціальних операцій «А» Управління СБУ в Тернопільській області[11].